# Abbott and Costello Meet the Killer, Boris Karloff
Abbott and Costello Meet the Killer, Boris Karloff (numit și ca Bud Abbott Lou Costello Meet the Killer Boris Karloff) este un film de comedie groază american din 1949 regizat de Charles Barton. În rolurile principale joacă actorii Bud Abbott, Lou Costello și Boris Karloff.

## Distribuție
- Bud Abbott - Casey Edwards
- Lou Costello - Freddie Phillips
- Boris Karloff - Swami Talpur
- Lenore Aubert - Angela Gordon
- Gar Moore - Jeff Wilson
- Donna Martell - Betty Crandall
- Alan Mowbray - Melton
- James Flavin - Inspector Wellman
- Roland Winters - T. Hanley Brooks
- Nicholas Joy - Amos Strickland
- Mikel Conrad - Sgt. Stone
- Morgan Farley - Gregory Milford
- Victoria Horne - Mrs. Hargreave
- Percy Helton - Abernathy
- Claire Du Brey - Mrs. Grimsby
- Harry Hayden - Lawrence Crandall
- Vincent Renno - Mike Relia